# توپاله
توپاله (به صربی: Tupale) یک منطقهٔ مسکونی در صربستان است که در ناحیه یوبلانیکا واقع شده‌است.